# Thierry Wouters
Thierry Wouters (Nijvel, 12 juli 1979) is een voormalig Belgische zwemmer. 

## Belangrijkste prestaties
| Jaar | Olympische Spelen                      | WK langebaan | WK kortebaan  | EK langebaan                                                 | EK kortebaan      |
| ---- | -------------------------------------- | ------------ | ------------- | ------------------------------------------------------------ | ----------------- |
| 2000 | 39e 50m vrije slag 32e 100m vrije slag |              | geen deelname | 24e 50m vrije slag 27e 100m vrije slag 14e 4x100m vrije slag | geen deelname     |
| 1999 |                                        |              |               | 9e 50m vrije slag                                            | 6e 50m vrije slag |

## Persoonlijke records
(Per 23 september 2011)

### Kortebaan
| afstand          | tijd  | datum           | plaats   |
| ---------------- | ----- | --------------- | -------- |
| 50 m vrije slag  | 22,35 | 9 december 1999 | Lissabon |
| 100 m vrije slag | 49,14 | 9 december 1999 | Lissabon |

### Langebaan
| afstand          | tijd  | datum    | plaats    |
| ---------------- | ----- | -------- | --------- |
| 50 m vrije slag  | 22,92 | May 2000 | Antwerpen |
| 100 m vrije slag | 50,50 | May 2000 | Antwerpen |